# Karukerina
Karukerina is een geslacht van weekdieren uit de klasse van de Gastropoda (slakken).

## Soort
- Karukerina antola Ortea, 2013